# Pasantes
Pasantes (nom officiel) ou As Pasantes en galicien, ou encore Pasantes en castillan, est une localité de la paroisse (parroquia) de Santiago de Triacastela (gl) dans la commune galicienne (concello) de Triacastela, comarque de Sarria, province de Lugo, communauté autonome de Galice, au nord-ouest de l'Espagne.
Cette localité est une halte sur le Camino francés du Pèlerinage de Saint-Jacques-de-Compostelle.

## Patrimoine et culture

### Pèlerinage de Compostelle
Par le Camino francés du Pèlerinage de Saint-Jacques-de-Compostelle, le chemin vient de Fillobal (ou Filloval), dans le concello de Triacastela.
La prochaine localité traversée est Ramil dans le même concello de Triacastela.